# The Reason (canção)
"The Reason" é uma canção da banda americana de rock Hoobastank, lançada em 2004 como single do álbum The Reason. É o single mais bem sucedido comercialmente do grupo, alcançando a 2ª posição na parada musical Billboard Hot 100 e a 1ª na Modern Rock Tracks. Além disso, liderou as paradas de singles no México e Itália. Em 2005, foi indicada para o 47º Grammy Awards na categoria "canção do ano".
Ela também ganhou o prêmio VMA na MTV Ásia de "melhor vídeo de rock", sendo realizado um cover da canção pelo cantor Tom Jones. Uma versão acústica está presente na coletânea musical The Greatest Hits: Don't Touch My Moustache.

## Faixas
CD Maxi
1. "The Reason" (versão do álbum) - 3:52
2. "Meet Hoobastank" - 5:49
3. "Crawling In The Dark" (versão acústica) - 3:09

CD Single
1. "The Reason" (versão do álbum) - 3:52
2. "Meet Hoobastank" - 5:49

## Desempenho nas paradas musicais
| Paradas musicais (2004)                                  | Melhor posição |
| -------------------------------------------------------- | -------------- |
| Austrália - ARIA Charts                                  | 7              |
| Áustria - Ö3 Austria Top 40                              | 5              |
| Bélgica                                                  | 7              |
| Dinamarca - Tracklisten                                  | 20             |
| Estados Unidos - Billboard Hot 100                       | 2              |
| Estados Unidos - Billboard Hot Adult Contemporary Tracks | 17             |
| Estados Unidos - Billboard Hot Adult Top 40 Tracks       | 1              |
| Estados Unidos - Billboard Hot Mainstream Rock Tracks    | 4              |
| Estados Unidos - Billboard Alternative Songs             | 1              |
| Estados Unidos - Billboard Top 40 Mainstream             | 1              |
| Itália                                                   | 1              |
| México                                                   | 1              |
| Noruega - VG-lista                                       | 9              |
| Nova Zelândia - RIANZ                                    | 5              |
| Países Baixos - Dutch Top 40                             | 16             |
| Suécia - Sverigetopplistan                               | 8              |
| Suíça Swiss Music Charts                                 | 6              |
| Reino Unido - UK Rock Chart                              | 1              |
| Reino Unido - UK Singles Chart                           | 12             |